# Fidji-Irlande en rugby à XV
Cet article présente l'historique des confrontations entre l'équipe des Fidji et l'équipe d'Irlande en rugby à XV. Les deux équipes se sont affrontées à sept reprises, mais jamais en Coupe du monde. Les Irlandais ont remporté toutes les rencontres.

## Confrontations
| No | Date             | Lieu                           | Match           | Score   | Compétition |
| -- | ---------------- | ------------------------------ | --------------- | ------- | ----------- |
| 1  | 19 octobre 1985  | Lansdowne Road, Dublin Irlande | Irlande – Fidji | 16 – 15 | Test match  |
| 2  | 18 novembre 1995 | Lansdowne Road, Dublin Irlande | Irlande – Fidji | 44 – 8  | Test match  |
| 3  | 17 novembre 2002 | Lansdowne Road, Dublin Irlande | Irlande – Fidji | 64 – 17 | Test match  |
| 4  | 21 novembre 2009 | RDS Arena, Dublin Irlande      | Irlande – Fidji | 41 – 6  | Test match  |
| 5  | 17 novembre 2012 | Thomond Park, Limerick Irlande | Irlande – Fidji | 53 – 0  | Test match  |
| 6  | 18 novembre 2017 | Aviva Stadium, Dublin Irlande  | Irlande – Fidji | 23 – 20 | Test match  |
| 7  | 12 novembre 2022 | Aviva Stadium, Dublin Irlande  | Irlande – Fidji | 35 – 17 | Test match  |